# Finland op de Olympische Zomerspelen 1932
Finland nam deel aan de Olympische Zomerspelen 1932 in Los Angeles, Verenigde Staten. Met vijf stuks haalde Finland sinds 1900 nog nooit zo weinig gouden medailles. De 25 medailles waren goed voor de zevende plaats in het medailleklassement.

## Medailleoverzicht
| Sport     | Olympiër                                                                                   | Onderdeel                | Medaille |
| --------- | ------------------------------------------------------------------------------------------ | ------------------------ | -------- |
| Atletiek  | Lauri Lehtinen                                                                             | 5000m (m)                | Goud     |
| Atletiek  | Volmari Iso-Hollo                                                                          | 3000m steeplechase (m)   | Goud     |
| Atletiek  | Matti Järvinen                                                                             | speerwerpen (m)          | Goud     |
| Worstelen | Hermanni Pihlajamäki                                                                       | -61kg vrije stijl (m)    | Goud     |
| Worstelen | Väinö Kokkinen                                                                             | -79kg Grieks-Romeins (m) | Goud     |
| Atletiek  | Volmari Iso-Hollo                                                                          | 10000m (m)               | Zilver   |
| Atletiek  | Matti Sippala                                                                              | speerwerpen (m)          | Zilver   |
| Atletiek  | Ville Pörhölä                                                                              | kogelslingeren (m)       | Zilver   |
| Atletiek  | Akilles Järvinen                                                                           | tienkamp (m)             | Zilver   |
| Turnen    | Heikki Savolainen                                                                          | rekstok (m)              | Zilver   |
| Worstelen | Kyösti Luukko                                                                              | -79kg vrije stijl (m)    | Zilver   |
| Worstelen | Väinö Kajander                                                                             | -72kg Grieks-Romeins (m) | Zilver   |
| Worstelen | Onni Pellinen                                                                              | -87kg Grieks-Romeins (m) | Zilver   |
| Atletiek  | Lauri Virtanen                                                                             | 5000m (m)                | Brons    |
| Atletiek  | Lauri Virtanen                                                                             | 10000m (m)               | Brons    |
| Atletiek  | Armas Toivonen                                                                             | marathon (m)             | Brons    |
| Atletiek  | Eino Penttilä                                                                              | speerwerpen (m)          | Brons    |
| Boksen    | Bruno Ahlberg                                                                              | -66,7kg (m)              | Brons    |
| Turnen    | Heikki Savolainen                                                                          | brug (m)                 | Brons    |
| Turnen    | Heikki Savolainen                                                                          | individuele meerkamp (m) | Brons    |
| Turnen    | Einari Teräsvirta                                                                          | rekstok (m)              | Brons    |
| Turnen    | Einari Teräsvirta Heikki Savolainen Martti Uosikkinen Mauri Nyberg-Noroma Veikko Pakarinen | meerkamp team (m)        | Brons    |
| Worstelen | Aatos Jaskari                                                                              | -56kg vrije stijl (m)    | Brons    |
| Worstelen | Eino Leino                                                                                 | -72kg vrije stijl (m)    | Brons    |
| Worstelen | Lauri Koskela                                                                              | -61kg Grieks-Romeins (m) | Brons    |

## Deelnemers en resultaten

### Atletiek
| Olympiër          | Onderdeel              | Resultaat    | Prestatie                                                                    |
| ----------------- | ---------------------- | ------------ | ---------------------------------------------------------------------------- |
| Börje Strandvall  | 400m (m)               | 8e           | serie 3: 1ste in 49,8 kwartfinale 3: 3de in 49,0 halve finale 2: 4de in 48,4 |
| Harri Larva       | 1500m (m)              | 10e          | serie 2: 4de in 3.58,8 finale: 10de in 3.58,4                                |
| Martti Luomanen   | 1500m (m)              | 9e           | serie 1: 3de in 4.01,5 finale: 9de in 3.58,4                                 |
| Eino Purje        | 1500m (m)              | DNF          | serie 3: 2de in 3.59,7 finale: niet gefinisht                                |
| Lauri Lehtinen    | 5000m (m)              | Goud         | serie 1: 2de in 15.05,5 finale: 1ste in 14.30,0 (OR)                         |
| Lauri Virtanen    | 5000m (m)              | Brons        | serie 1: 4de in 15.06,4 finale: 3de in 14.44,0                               |
| Volmari Iso-Hollo | 10000m (m)             | Zilver       | 30.12,6                                                                      |
| Lauri Virtanen    | 10000m (m)             | Brons        | 30.35,0                                                                      |
| Bengt Sjöstedt    | 110m horden (m)        | halve finale | serie 3: 2de in 14,9 halve finale 1: 5de                                     |
| Volmari Iso-Hollo | 3000m steeplechase (m) | Goud         | serie 2: 1ste in 9.14,06 (OR) finale: 1ste in 10.33,4                        |
| Martti Matilainen | 3000m steeplechase (m) | 4e           | serie 2: 5de in 9.43,0 finale: 4de in 10.52,4                                |
| Verner Toivonen   | 3000m steeplechase (m) | 9e           | serie 1: 3de in 9.41,0 finale: 9de in 11.10,2                                |
| Ville Kyrönen     | marathon (m)           | DNF          | niet gefinisht                                                               |
| Armas Toivonen    | marathon (m)           | Brons        | 2:32.12                                                                      |
| Lasse Virtanen    | marathon (m)           | DNF          | niet gefinisht                                                               |
| Onni Rajasaari    | hink-stap-springen (m) | 11e          | 14,20m                                                                       |
| Ilmari Reinikka   | hoogspringen (m)       | 5e           | 1,94m                                                                        |
| Kalle Järvinen    | kogelstoten (m)        | 12e          | 13,91m                                                                       |
| Kalevi Kotkas     | discuswerpen (m)       | 7e           | 45,87m                                                                       |
| Matti Järvinen    | speerwerpen (m)        | Goud         | 72,71m                                                                       |
| Eino Penttilä     | speerwerpen (m)        | Brons        | 68,70m                                                                       |
| Matti Sippala     | speerwerpen (m)        | Zilver       | 69,80m                                                                       |
| Ville Pörhölä     | kogelslingeren (m)     | Zilver       | 52,27m                                                                       |
| Akilles Järvinen  | tienkamp (m)           | Zilver       | 6879 punten                                                                  |
| Paavo Yrjölä      | tienkamp (m)           | 6e           | 6385 punten                                                                  |

### Boksen
| Olympiër       | Onderdeel   | Resultaat | Prestatie |
| -------------- | ----------- | --------- | --- |
| Bruno Ahlberg  | -66,7kg (m) | 8e        | 1ste ronde: W van CAN Mancini kwartfinale: W van ITA Fabbroni halve finale: V van GER Campe bronzen finale: W van GBR McCleave |
| Gunnar Bärlund | +79,4kg (m) | 5e        | 1ste ronde: V van ARG Lovell                                                                                                   |

### Turnen
| Olympiër                                                                                   | Onderdeel                | Resultaat | Prestatie      |
| ------------------------------------------------------------------------------------------ | ------------------------ | --------- | -------------- |
| Mauri Nyberg-Noroma                                                                        | vloer (m)                | 17e       | 24,10 punten   |
| Ilmari Pakarinen                                                                           | vloer (m)                | 20e       | 22,60 punten   |
| Heikki Savolainen                                                                          | vloer (m)                | 6e        | 26,90 punten   |
| Einari Teräsvirta                                                                          | vloer (m)                | 9e        | 26,10 punten   |
| Martti Uosikkinen                                                                          | vloer (m)                | 7e        | 26,40 punten   |
| Ilmari Pakarinen                                                                           | rekstok (m)              | 4e        | 51,80 punten   |
| Heikki Savolainen                                                                          | rekstok (m)              | Zilver    | 54,20 punten   |
| Einari Teräsvirta                                                                          | rekstok (m)              | Brons     | 54,20 punten   |
| Mauri Nyberg-Noroma                                                                        | brug (m)                 | 4e        | 53,40 punten   |
| Heikki Savolainen                                                                          | brug (m)                 | Brons     | 54,80 punten   |
| Mauri Nyberg-Noroma                                                                        | paard met bogen (m)      | 9e        | 49,70 punten   |
| Ilmari Pakarinen                                                                           | paard met bogen (m)      | 8e        | 49,90 punten   |
| Heikki Savolainen                                                                          | paard met bogen (m)      | 7e        | 51,00 punten   |
| Mauri Nyberg-Noroma                                                                        | ringen (m)               | 14e       | 23,60 punten   |
| Heikki Savolainen                                                                          | ringen (m)               | 7e        | 53,10 punten   |
| Heikki Savolainen                                                                          | srong (m)                | 10e       | 46,60 punten   |
| Einari Teräsvirta                                                                          | srong (m)                | 4e        | 52,60 punten   |
| Mauri Nyberg-Noroma                                                                        | meerkamp individueel (m) | 9e        | 129,80 punten  |
| Ilmari Pakarinen                                                                           | meerkamp individueel (m) | 13e       | 122,70 punten  |
| Heikki Savolainen                                                                          | meerkamp individueel (m) | Brons     | 134,575 punten |
| Einari Teräsvirta                                                                          | meerkamp individueel (m) | 13e       | 122,70 punten  |
| Martti Uosikkinen                                                                          | meerkamp individueel (m) | 15e       | 121,075 punten |
| Mauri Nyberg-Noroma Ilmari Pakarinen Heikki Savolainen Einari Teräsvirta Martti Uosikkinen | meerkamp team (m)        | Brons     | 509,995 punten |

### Worstelen
| Olympiër             | Onderdeel   | Resultaat   | Prestatie |
| Vrije stijl          | Vrije stijl | Vrije stijl | Vrije stijl |
| -------------------- | ----------- | ----------- | --- |
| Aatos Jaskari        | -56kg (m)   | Brons       | 1ste ronde: W van GBR Reid 2de ronde: W van CAN Trifunov 3de ronde: W van GRE Zervinis 4de ronde: V van USA Pearce 5de ronde: V van HUN Zombori                        |
| Hermanni Pihlajamäki | -61kg (m)   | Goud        | 1ste ronde: W van CAN Rowland 2de ronde: W van DEN Schack 3de ronde: W van USA Nemir 4de ronde: W van GRE Farmakidis 5de ronde: W van SWE Karlsson                     |
| Kustaa Pihlajamäki   | -66kg (m)   | 4e          | 1ste ronde: V van USA Clodfelter 2de ronde: W van CAN Thomas 3de ronde: W van SWE Klaren                                                                               |
| Eino Leino           | -72kg (m)   | Brons       | 1ste ronde: W van SWE Lindblom 2de ronde: W van JPN Yoshio 3de ronde: W van HUN Zombori 4de ronde: vrij 5de ronde: V van USA van Babber 6de ronde: V van CAN MacDonald |
| Kyösti Luukko        | -79kg (m)   | Zilver      | 1ste ronde: W van SWE Johansson 2de ronde: vrij 3de ronde: V van USA Hess 4de ronde: W van HUN Tunyogi                                                                 |
| Grieks-Romeins       |             |             | |
| Aatos Jaskari        | -56kg (m)   | 6e          | 1ste ronde: V van GER Brendel 2de ronde: V van SWE Thuvesson |
| Lauri Koskela        | -61kg (m)   | Brons       | 1ste ronde: V van ITA Gozzi 2de ronde: W van HUN Zombori 3de ronde: vrij 4de ronde: W van Tsjecho-Slowakije Maudr 5de ronde: V van GER Ehrl                            |
| Aarne Reini          | -66kg (m)   | 4e          | 1ste ronde: W van ITA Tozzi 2de ronde: V van SWE Malmberg 3de ronde: V van GER Sperling                                                                                |
| Väinö Kajander       | -72kg (m)   | Zilver      | 1ste ronde: W van JPN Yoshida 2de ronde: vrij 3de ronde: W van DEN Jensen 4de ronde: W van ITA Gallegati 5de ronde: V van SWE Johansson                                |
| Väinö Kokkinen       | -79kg (m)   | Goud        | 1ste ronde: W van FRA Poilvé 2de ronde: W van GER Fôldéak 3de ronde: W van SWE Cadier                                                                                  |
| Onni Pellinen        | -87kg (m)   | Zilver      | 1ste ronde: V van SWE Svensson 2de ronde: W van ITA Gruppioni 3de ronde: vrij                                                                                          |

### Zwemmen
| Olympiër        | Onderdeel           | Resultaat | Prestatie                                             |
| --------------- | ------------------- | --------- | ----------------------------------------------------- |
| Toivo Reingoldt | 200m schoolslag (m) | 9e        | serie 4: 1ste in 2.53,6 halve finale 1: 5de in 2.54,9 |

Argentinië · Australië · België · Brazilië · Brits-Indië · Canada · Colombia · Denemarken · Duitsland · Estland · Filipijnen · Finland · Frankrijk · Griekenland · Groot-Brittannië · Haïti · Hongarije · Ierland · Italië · Japan · Joegoslavië · Letland · Mexico · Nederland · Nieuw-Zeeland · Noorwegen · Oostenrijk · Polen · Portugal · Republiek China · Spanje · Tsjecho-Slowakije · Uruguay · Verenigde Staten · Zuid-Afrika · Zweden · Zwitserland